# Les Enfants de Ji
Les Enfants de Ji est un cycle de fantasy écrit par l'écrivain français Pierre Grimbert. Il comporte onze livres rassemblés en cinq volumes publiés entre 2004 et 2006 par les éditions Octobre. Il s'agit de la suite du Secret de Ji et de la deuxième partie du Cycle de Ji.

## Résumé
Vingt trois années se sont écoulées depuis la tentative d’invasion des Hauts-Royaumes par les Wallattes. Malgré la relative stabilité retrouvée par les Haut-Royaumes, la confusion règne toujours dans le monde connu et en particulier derrière le Rideau, la chaîne de montagnes qui sépare les Haut-Royaumes des contrées de l’est. Le bruit court que cette immense barrière abriterait un Démon…
Les héritiers ont repris une existence normale. Ils ont eu des enfants qui se savent rien de la terrible et mystérieuse aventure vécue par leurs aïeux. Mais lorsque ces derniers disparaissent mystérieusement, les enfants vont devoir à leur tour découvrir le secret de Ji…

## Personnages principaux
Dans l'ordre d'apparition :
- Zejabel, Kahati de Zuïa
- Eryne de Kercyan, fille de Reyan et Lana, courtisane et demi-Déesse (conçue au Jal Dara)
- Cael d'Eza, fils de Yan et Léti, il étudie à Grand Maison
- Nolan de Kercyan, fils de Reyan et Lana, futur Maz d'Eurydis
- Bowbaq du Clan de l'Oiseau, de la génération précédente
- Niss du Clan de l'Oiseau, petite-fille de Bowbaq
- Amanón Derkel dit Manó, fils de Corenn et Grigan, interprète.
- Ke'b'ree Lu Wallos dit Keb, fils de Che'b'ree lu Wallos et de Saat l'Économe.

## Éditions
Les Enfants de Ji a d'abord été publié par les éditions Octobre en cinq volumes :
1. Le Testament oublié (2004)
2. La Veuve barbare (2004)
3. La Voix des Aînés (2005)
4. Le Patriarche (2005)
5. Le Sang du Jal (2006)

Il a été publié en poche par J'ai lu entre 2006 et 2009 ainsi que par France Loisirs en 2007.
Le cycle a été réédité par les éditions Octobre en une intégrale de deux volumes :
1. Les Enfants de Ji - Volume 1 (2007)
2. Les Enfants de Ji - Volume 2 (2007)

### Traduction
Les Enfants de Ji a été publié en allemand par Heyne sous le nom Die Krieger :
1. Das Erbe der Magier  (2009)
2. Der Verrat der Königin (2009)
3. Die Stimme der Ahnen (2009)
4. Das Geheimnis der Pforte (2010)
5. Das Labyrinth der Götter (2010)

## Résumé des romans

### Le Testament oublié
Les héritiers vivent des jours heureux après la bataille du Mont-Fleuri. Ils eurent tous de nombreux enfants :
- Cael, âgé de 14 ans, le fils de Léti et de Yan,
- Amanòn, interprète âgé de 23 ans, fils de Grigán et de Corenn,
- Eryne, âgée de 23 ans, et Nolan, âgé de 20 ans, enfants de Reyan et de Lana,
- Prad et Iulane, enfants de Bowbaq, et leurs propres enfants : Niss, Jeran et Tolomin.

La vie était donc tranquille pour les héritiers jusqu'au soir où Yan, Léti, Grigán, Corenn, Reyan, Lana, Prad, Iulane, Jeran et Tolomin disparurent mystérieusement. Les Héritiers qui ne disparurent pas furent attaqués par différentes organisations : les Valipondes, la Légion Grise puis Les K'luriens.
Tous se mirent en route vers Lorelia sur la place des Repentis, lieu de rendez-vous des Héritiers choisi par leurs parents. Sur la route, Amanòn découvrit le fameux héritage que sa mère lui avait laissé, qui à l'évidence est un livre qui parle des aventures de la génération précédente des héritiers, dont seul Bowbaq est encore là pour témoigner.
Le livre leur révèlera de nombreux secrets, notamment que c'est Sombre qui les assaille. Un démon surpuissant. Ils apprennent aussi que, selon la prophétie, c'est l'un des héritiers qui sera l'Adversaire et qui aura une seule chance de vaincre Sombre…

### La Veuve barbare
Les Héritiers, après avoir été traqués par les Valipondes, La Légion Grise et les K'luriens, vont vers l'île de Ji ou ils pensent qu'ils pourront trouver des réponses.
Devant la grotte menant au Jal, Il trouve la déesse Zuïa et sa fidèle Kahati, soldat d'élite qui accueillera le corps de la déesse lorsque l'ancien sera défunt. Elle leur raconte que Sombre veut devenir le Maître de tous les mondes, celui des humains et celui des dieux, ainisi que du Jal. Elle leur propose donc une alliance car seul l'Adversaire aura une chance de vaincre Sombre.
Elle leur recommande d'aller au Jal'Karu, là où naissent les démons, pour aller voir les Ondines qui leur offriraient des réponses. Il s'avère que Zuïa est en fait un démon… Sauvant la Kahati des griffes du démon et du Lévianthan en furie, ils s'enfuient vers le bateau.
Après une concertation, les Héritiers  se retrouvent dans le domaine de Che'b'ree, mère de Ke'b'ree, à Goran. Quelles réponses obtiendront-ils auprès de la reine des Walattes, de la Veuve barbare ?

### La Voix des aînés
- Prologue

L'Archiduchesse Agénor de Lorélia, sœur du roi de Lorélia Bondrian V, est devenue capitaine de la Légion Grise à la suite des évènements du Mont-Fleuri. Ne sachant rien sur la mystérieuse attaque qui eut lieu ce jour-là, elle créa une section annexe de la Légion Grise, la Légion Brune, dans le but de déterminer ce qui s'était vraiment passé. Elle apprit ainsi la véritable personnalité de Saat et l'existence réelle de Sombre. Voulant à tout prix savoir ce qu'il était advenu de Sombre, elle laissa un message à son attention dans son ancien sanctuaire, le Mausolée. Bien des années plus tard, Sombre vint la trouver et les deux pactisèrent...
- Livre XIV : Celui-qui-sait

Restés à Goran depuis l'attaque des fidèles de Phrias, les héritiers se remettent de leurs blessures et cherchent un moyen de quitter la ville. Amanon décide alors d'aller voir Usul, qui pourrait répondre à toutes leurs questions.
Sortant de la ville sur le Rubicant par la grande arche, les messagers de Phrias les suivent à cheval tandis que l'un d'entre eux file vers Lodacre pour préparer le terrain  sur le passage du bateau.
Grâce aux pouvoirs de Niss et de Cael, les messagers sont mis en déroute à distance depuis le bateau.
Profitant d'un accord passé à Goran avec des marchands, les héritiers échangent le Rubicant contre deux convois de chariots un peu avant Lodacre afin d'éviter d'éventuelles mauvaises surprises là-bas. Après une traversée de neuf jours à travers la contrée, ils arrivent au port de Leidjill et achètent une felouque afin de se rendre à l'ile d'Usul au Beau-Pays. Une fois sur place, Amanon entra dans le puits d'Usul, puis Cael, tandis que les autres se défendaient contre une attaque de serpents géants. Usul apprit ainsi à Cael le nom de l'Adversaire, mais celui-ci n'était plus en mesure de l'écouter...
- Livre XV : Les croisés

Il ne reste désormais plus qu'une piste à suivre pour les héritiers : essayer de percer le mystère des Ethèques. Ils se rendent donc sur l'ile de Zuïa car Zejabel a connaissance d'un syllabaire de transcription dans la bibliothèque privée de la démone. Arrivés au port principal de l'ile, ils doivent se faire passer incognito parmi les messagers züu, puis traverser un marais infesté d'insectes voraces avant d'atteindre le Lus'an.
Après que les héritiers ont pris les livres nécessaires à la compréhension de la langue éthèque, Zuïa fait son apparition car elle a perçu qu'Eryne était enceinte, et son enfant n'est pas protégé des dieux par le gwelom comme les autres. Un combat s'ensuit entre les héritiers et les züu qui aboutit à la mort du corps physique de Zuïa qui se réincarne aussitôt après, mais les héritiers ont le temps de rejoindre leur chaloupe en bas de la falaise, et peuvent ainsi repartir loin du Lus'an.

### Le Sang du Jal
Après s'être rassemblé à la Place des repentis (voir Le Testament oublié), après avoir rencontré Zuïa sur l'île de Ji et être allé à Goran voir la reine Che'b'ree (voir La Veuve barbare), après avoir vu Usul et avoir dérobé des livres éthèques au Lus'an (voir La Voix des aînés) et après avoir atteint le Jal par la porte à Ith (voir Le Patriarche), les Héritiers doivent se résoudre à quitter le Jal, lieu où leurs espoirs de retrouver leurs proches furent exaucés.